# Kiuaba Nzoji
Kiuaba Nzoji (auch Kiwaba Nzoji, Cuaba Nzogo, Kiwaba N'zogi und andere Varianten) ist eine Kleinstadt und ein Landkreis in Angola.

## Verwaltung
Kiuaba Nzoji ist Sitz eines gleichnamigen Landkreises (Município) in der Provinz Malanje. Der Kreis hat etwa 17.000 Einwohner (Schätzung 2013). Die Volkszählung 2014 soll fortan gesicherte Bevölkerungsdaten liefern.
Der Kreis Kiuaba Nzoji setzt sich aus zwei Gemeinden (Comunas) zusammen:
- Kiuaba Nzoji
- Mufuma